# شهرستان الکساندروفسکی (استان تومسک)
شهرستان الکساندروفسکی (به لاتین: Alexandrovsky District) یک شهرستان در روسیه است که در استان تومسک واقع شده‌است.